# Île Spruce (Alaska)
Pour les articles homonymes, voir Spruce.
L'île Spruce est une île de l'archipel Kodiak dans le golfe d'Alaska dans l'état d'Alaska aux États-Unis. Elle est située au nord-est de l'île Kodiak, et fait 47 km2. Elle héberge une population d'environ 242 habitants. 
Elle a été, entre 1808 et 1818, l'ermitage du saint orthodoxe Herman d'Alaska, considéré comme le saint patron de l'église orthodoxe d'Alaska.